# Rajd Stambułu 2008
Rezultaty Rajdu Stambułu (36. Istanbul Rally 2008), eliminacji Intercontinental Rally Challenge w 2008 roku, który odbył się w dniach 4 kwietnia - 6 kwietnia. Była to pierwsza runda IRC w tamtym roku oraz pierwsza szutrowa, a także pierwsza w mistrzostwach Europy i pierwsza w mistrzostwach Turcji. Bazą rajdu było miasto Stambuł. Zwycięzcami rajdu została włoska załoga Luca Rossetti i Matteo Chiarcossi jadąca Peugeotem 207 S2000. Wyprzedzili oni Francuzów Nicolasa Vouilloza i Nicolasa Klingera w Peugeocie 207 S2000 oraz Finów Antona Aléna i Timo Alanne w Fiacie Abarth Grande Punto S2000.
Rajdu nie ukończyło 22 kierowców. Odpadli z niego między innymi: Włosi Giandomenico Basso (Fiat Abarth Grande Punto S2000, na 10. oesie), Luca Betti (Mitsubishi Lancer Evo IX, awaria radiatora na 8. oesie) i Giovanni Manfrinato (Mitsubishi Lancer Evo IX, awaria silnika na 6. oesie), Francuz Brice Tirabassi (Peugeot 207 S2000, przebicie opony na 8. oesie), Polak Michał Sołowow (Fiat Abarth Grande Punto S2000, awaria silnika na 5. oesie) i Turek Serkan Yazıcı (Mitsubishi Lancer Evo IX, wypadek na drodze dojazdowej do 5. oesu).

## Klasyfikacja ostateczna
| Miejsce                                           | Zawodnik                                          | Pilot                                             | Samochód                                          | Czas                                              | Strata                                            | Punkty                                            |
| Klasyfikacja generalna i IRC (punktowane pozycje) | Klasyfikacja generalna i IRC (punktowane pozycje) | Klasyfikacja generalna i IRC (punktowane pozycje) | Klasyfikacja generalna i IRC (punktowane pozycje) | Klasyfikacja generalna i IRC (punktowane pozycje) | Klasyfikacja generalna i IRC (punktowane pozycje) | Klasyfikacja generalna i IRC (punktowane pozycje) |
| ------------------------------------------------- | ------------------------------------------------- | ------------------------------------------------- | ------------------------------------------------- | ------------------------------------------------- | ------------------------------------------------- | ------------------------------------------------- |
| 1.(1.)                                            | Luca Rossetti                                     | Matteo Chiarcossi                                 | Peugeot 207 S2000                                 | 2:24:48.3                                         |                                                   | 10                                                |
| 2.(2.)                                            | Nicolas Vouilloz                                  | Nicolas Klinger                                   | Peugeot 207 S2000                                 | 2:25:11.2                                         | +22.9                                             | 8                                                 |
| 3.(3.)                                            | Anton Alén                                        | Timo Alanne                                       | Peugeot 207 S2000                                 | 2:26:15.4                                         | +1:27.1                                           | 6                                                 |
| 4.(4.)                                            | Renato Travaglia                                  | Lorenzo Granai                                    | Fiat Abarth Grande Punto S2000                    | 2:26:59.8                                         | +2:11.5                                           | 5                                                 |
| 5.(5.)                                            | Jan Kopecký                                       | Petr Starý                                        | Peugeot 207 S2000                                 | 2:27:01.9                                         | +2:13.6                                           | 4                                                 |
| 6.(6.)                                            | Daniel Solà                                       | Óscar Sánchez                                     | Fiat Abarth Grande Punto S2000                    | 2:27:12.4                                         | +2:24.1                                           | 3                                                 |
| 7.(7.)                                            | Volkan Işık                                       | Kaan Özşenler                                     | Peugeot 207 S2000                                 | 2:29:35.1                                         | +4:46.8                                           | 2                                                 |
| 8.(8.)                                            | Freddy Loix                                       | Robin Buysmans                                    | Peugeot 207 S2000                                 | 2:29:35.8                                         | +4:47.5                                           | 1                                                 |
| 9.(9.)                                            | Yağız Avcı                                        | Ersan Alkır                                       | Fiat Punto S1600                                  | 2:35.17,2                                         | +10.28,9                                          |                                                   |
| 10.                                               | Fatih Kara                                        | Bılge Ayan                                        | Fiat Punto S1600                                  | 2:35.26,7                                         | +10.38,4                                          |                                                   |
| Mistrzostwa Europy                                |                                                   |                                                   |                                                   |                                                   |                                                   |                                                   |
| 1. (1.)                                           | Luca Rossetti                                     | Matteo Chiarcossi                                 | Peugeot 207 S2000                                 | 2:24:48.3                                         |                                                   | 16                                                |
| 2. (3.)                                           | Anton Alén                                        | Timo Alanne                                       | Peugeot 207 S2000                                 | 2:26:15.4                                         | +1:27.1                                           | 11                                                |
| 3. (4.)                                           | Renato Travaglia                                  | Lorenzo Granai                                    | Fiat Abarth Grande Punto S2000                    | 2:26:59.8                                         | +2:11.5                                           | 8                                                 |
| 4. (5.)                                           | Jan Kopecký                                       | Petr Starý                                        | Peugeot 207 S2000                                 | 2:27.01,9                                         | +2.13,6                                           |                                                   |
| 5. (7.)                                           | Volkan Işık                                       | Kaan Özşenler                                     | Fiat Abarth Grande Punto S2000                    | 2:29.35,1                                         | +4.46,8                                           |                                                   |
| 6. (11.)                                          | Krum Donchev                                      | Stoiko Valchev                                    | Subaru Impreza                                    | 2:36:01.9                                         | +11:13.6                                          |                                                   |
| Mistrzostwa Turcji (pierwsza trójka)              |                                                   |                                                   |                                                   |                                                   |                                                   |                                                   |
| 1. (7.)                                           | Volkan Işık                                       | Kaan Özşenler                                     | Peugeot 207 S2000                                 | 2:29:35.1                                         |                                                   |                                                   |
| 2. (9.)                                           | Yağız Avcı                                        | Ersan Alkır                                       | Fiat Punto S1600                                  | 2:35:17.2                                         | +5:42.1                                           |                                                   |
| 3. (10.)                                          | Fatih Kara                                        | Ayan Bilge                                        | Fiat Punto S1600                                  | 2:35:26.7                                         | +5:51.6                                           |                                                   |

## Zwycięzcy odcinków specjalnych
| Dzień     | Odcinek | G. rozp. | Nazwa       | Długość | Zwycięzca                         | Czas    | Lider rajdu      |
| --------- | ------- | -------- | ----------- | ------- | --------------------------------- | ------- | ---------------- |
| 1 (5 KWI) | SS1     | 09:18    | Deniz A     | 14.25km | Nicolas Vouilloz                  | 7:59.3  | Nicolas Vouilloz |
| 1 (5 KWI) | SS2     | 09:51    | Darlık A    | 19.70km | Luca Rossetti                     | 11:23.3 | Luca Rossetti    |
| 1 (5 KWI) | SS3     | 10:19    | Ballıca A-1 | 19.20km | Nicolas Vouilloz Renato Travaglia | 10:29.7 | Nicolas Vouilloz |
| 1 (5 KWI) | SS4     | 12:22    | Denizli 1   | 21.30km | Freddy Loix                       | 11:23.8 | Nicolas Vouilloz |
| 1 (5 KWI) | SS5     | 12:55    | Darlık A-2  | 19.70km | Luca Rossetti                     | 11:11.5 | Luca Rossetti    |
| 1 (5 KWI) | SS6     | 13:38    | Ulupelit 1  | 9.35km  | Nicolas Vouilloz                  | 5:27.6  | Luca Rossetti    |
| 1 (5 KWI) | SS7     | 16:01    | Denizli 2   | 21.30km | Freddy Loix                       | 11:16.7 | Luca Rossetti    |
| 1 (5 KWI) | SS8     | 16:54    | Ulupelit 2  | 9.35km  | Daniel Solà                       | 5:25.4  | Luca Rossetti    |
| 1 (5 KWI) | SS9     | 17:17    | Ballıca A-2 | 19.20km | Giandomenico Basso                | 10:14.8 | Luca Rossetti    |
| 2 (6 KWI) | SS10    | 09:53    | Ballıca B-1 | 19.40km | Jan Kopecký Nicolas Vouilloz      | 10:32.7 | Luca Rossetti    |
| 2 (6 KWI) | SS11    | 10:21    | Darlık B-1  | 17.96km | Nicolas Vouilloz                  | 10:41.5 | Luca Rossetti    |
| 2 (6 KWI) | SS12    | 10:56    | Deniz B-1   | 13.85km | Nicolas Vouilloz                  | 7:57.2  | Luca Rossetti    |
| 2 (6 KWI) | SS13    | 12:59    | Ballıca B-2 | 19.40km | Nicolas Vouilloz                  | 10:24.9 | Luca Rossetti    |
| 2 (6 KWI) | SS14    | 13:27    | Darlık B-2  | 17.96km | Nicolas Vouilloz                  | 10:34.1 | Luca Rossetti    |
| 2 (6 KWI) | SS15    | 14:02    | Deniz B-2   | 13.85km | Luca Rossetti                     | 8:44.4  | Luca Rossetti    |